# Lựa chọn Tổng thư ký Liên Hợp Quốc
Lựa chọn Tổng thư ký Liên Hợp Quốc là quá trình lựa chọn Tổng thư ký Liên Hợp Quốc tiếp theo. Để được chọn làm Tổng thư ký, một ứng cử viên phải nhận được số phiếu của ít nhất 9 thành viên của Hội đồng Bảo an Liên Hợp Quốc, không có sự bác bỏ từ các thành viên thường trực. Sau đó, Tổng thư ký được bổ nhiệm bằng đa số phiếu của Đại hội đồng Liên Hợp Quốc.
Mặc dù quá trình này được gọi một cách không chính thức là một cuộc bầu cử, Liên Hợp Quốc gọi đó là "thủ tục lựa chọn và bổ nhiệm Tổng thư ký Liên Hợp Quốc tiếp theo". Vì Đại hội đồng chưa bao giờ từ chối chỉ định người được Hội đồng Bảo an giới thiệu, nên việc lựa chọn của Hội đồng Bảo an quyết định Tổng thư ký tiếp theo của Liên hợp quốc.

## Lịch sử
Vài quy tắc chính thức chi phối việc lựa chọn Tổng thư ký Liên Hợp Quốc. Văn bản hướng dẫn duy nhất, Điều 97 của Hiến chương Liên Hợp Quốc, nêu rõ "Tổng thư ký sẽ được Đại hội đồng bổ nhiệm theo đề nghị của Hội đồng Bảo an". Ngôn ngữ tối thiểu của Hiến chương kể từ đó đã được bổ sung bởi các quy tắc thủ tục khác và các thông lệ được chấp nhận. Năm 1946, Đại hội đồng đã thông qua một nghị quyết tuyên bố rằng "Hội đồng Bảo an mong muốn chỉ có một ứng cử viên để xem xét Đại hội đồng, và việc tranh luận về việc đề cử trong Đại hội đồng cần phải tránh." 
Việc lựa chọn có quyền phủ quyết của bất kỳ nước nào trong số năm thành viên thường trực của Hội đồng Bảo an. Nếu một thành viên thường trực bác bỏ một ứng cử viên, nó không được tính là quyền phủ quyết Nghị quyết của Hội đồng Bảo an, vì các phiếu bầu được giữ bí mật. Để phá vỡ sự lựa chọn bế tắc năm 1981, Hội đồng Bảo an bắt đầu tiến hành các cuộc thăm dò rơm bằng cách bỏ phiếu kín. :411 Hệ thống các cuộc thăm dò rơm được đặt ra trên giấy vào năm 1996 theo Hướng dẫn Wisnumurti.